# جزيرة فرسان
جزيرة فَرَسَان، وتعرف أيضاً بمسمى فرسان الكبرى أو فرسان الكبير هي إحدى الجزر الواقعة في أرخبيل جزر فرسان في البحر الأحمر؛ التابعة لمنطقة جازان جنوب غرب المملكة العربية السعودية، وتعد الجزيرة أكبر الجزر التابعة للأرخبيل وتبعد 20٫50 ميل بحري عن الساحل، حوالي 50 كم غرب مدينة جازان. تتمتع الجزيرة بشواطئ خلابة ذات رمال بيضاء ناصعة ومياه ملونة جذابة.

## السطح
يبلغ طول جزيرة فرسان 66 كيلو مترا؛ ومتوسط عرضها يبلغ حوالي 30 كم، بحيث يبلغ سطح الجزيرة 380 كيلومتر مربع، وأعلى نقطة في الجزيرة لا تتجاوز 72 مترا فوق مستوى سطح البحر، وتحتوي الجزيرة على أكبر تنوع المجالات البيولوجية للمملكة العربية السعودية في البحر الأحمر، وهي منطقة محمية.

## القرى التابعة
- قرية المحرق: وتقع جنوب بلدة فرسان ويقطنها عدد من السكان يمتهن الكثير منهم صيد الأسماك.
- قرية القصار: وتعتبر مصيف الغالبية من سكان بلدة فرسان التي تبعد عنها 5 كم. وبها مزارع نخيل. ومياهها عذبة وقريبة من سطح الأرض.
- قرية المسيلة: وتقع شمال فرسان وأغلب سكانها من البدو ويطلق عليهم الرشايدة.
- قرية الحسين: وتقع في الشمال الشرقي لفرسان، وتبعد عنها حوالي 30 كم. ويعمل سكانه بالزراعة في مواسم الأمطار وتربية الحيوانات مثل الإبل.
- قرية صير: وهي أكبر قرى فرسان وتبعد عنها 45 كم واشتهرت قديماً بتجارة اللؤلؤ ويمتهن أكثر سكانها الآن صيد الأسماك وتجارتها والذي يزود أسواق مدينة جدة بالأسماك المجففة وتزويد مدينة جازان بالأسماك الطازجة.[2]

## الأماكن الأثرية
القلعة العثمانية وبيت الجرمل
تقع القلعة العثمانية في موقع استراتيجي هام في المنطقة وكان يستخدمها العثمانييون في الدفاع والتحصين , أما بيت الجرمل فيقع على ساحل جزيرة قماح وقيل أن الألمان من قام ببنائه ليكون مستودعاً للفحم [بحاجة لمصدر].

### مسجد النجدي
من مساجد جزيرة فرسان القديمة والذي شيده تاجر اللؤلؤ إبراهيم التميمي في عام 1347هـ وأهم ما يميز هذا المسجد هو النقوش والزخارف الإسلامية والتي تشبه إلى حد كبير تلك الموجودة في مسجد قصر الحمراء.

### منزل الرفاعي
هو منزل تاجر اللؤلؤ أحمد منور رفاعي ويتميز بجمال تصميمه ونقوشه ويعد تحفة حقيقية في مجال الفن المعماري القديم حيث يعكس الثراء والترف بفرسان أيام ازدهار تجارة اللؤلؤ.

## وصلات خارجية
- الموقع الرسمي لجزيرة فرسان
- أرامكو السعودية: حلم فرسان
- المحميات الطبيعية في العالم العربي